# (6862) Virgiliomarcon
(6862) Virgiliomarcon est un astéroïde de la ceinture principale.

## Description
(6862) Virgiliomarcon est un astéroïde de la ceinture principale. Il fut découvert le 11 avril 1991 à Bologne par l'observatoire San Vittore. Il présente une orbite caractérisée par un demi-grand axe de 3,18 UA, une excentricité de 0,02 et une inclinaison de 12,1° par rapport à l'écliptique.

## Compléments